# Морган (округ, Юта)
Округ Морган (англ. Morgan County) располагается в США, штате Юта. Официально образован в 1817 году. По состоянию на 2010 год, численность населения составляла 9469 человек. Получил своё наименование в честь американского политического и религиозного деятеля Джедедия Моргана Гранта.

## География
По данным Бюро переписи США, общая площадь округа равняется 1580,0 км², из которых 1580,0 км² суша и 4,4 км² или 0,3 % это водоёмы.

## Население
По данным переписи населения 2000 года в округе проживает 7 129 жителей в составе 2 046 домашних хозяйств и 1 782 семей. Плотность населения составляет 5,00 человек на км2. На территории округа насчитывается 2 158 жилых строений, при плотности застройки около 1,00-ти строений на км2. Расовый состав населения: белые — 98,11 %, афроамериканцы — 0,04 %, коренные американцы (индейцы) — 0,18 %, азиаты — 0,15 %, гавайцы — 0,00 %, представители других рас — 0,45 %, представители двух или более рас — 1,07 %. Испаноязычные составляли 1,44 % населения независимо от расы.
В составе 49,70 % из общего числа домашних хозяйств проживают дети в возрасте до 18 лет, 79,60 % домашних хозяйств представляют собой супружеские пары проживающие вместе, 5,60 % домашних хозяйств представляют собой одиноких женщин без супруга, 12,90 % домашних хозяйств не имеют отношения к семьям, 11,70 % домашних хозяйств состоят из одного человека, 5,80 % домашних хозяйств состоят из престарелых (65 лет и старше), проживающих в одиночестве. Средний размер домашнего хозяйства составляет 3,48 человека, и средний размер семьи 3,81 человека.
Возрастной состав округа: 37,10 % моложе 18 лет, 9,70 % от 18 до 24, 24,30 % от 25 до 44, 20,20 % от 45 до 64 и 20,20 % от 65 и старше. Средний возраст жителя округа 28 лет. На каждые 100 женщин приходится 102,90 мужчин. На каждые 100 женщин старше 18 лет приходится 99,70 мужчин.
Средний доход на домохозяйство в округе составлял 50 273 USD, на семью — 53 365 USD. Среднестатистический заработок мужчины был 42 350 USD против 23 036 USD для женщины. Доход на душу населения составлял 17 684 USD. Около 3,70 % семей и 5,20 % общего населения находились ниже черты бедности, в том числе — 5,70 % молодежи (тех, кому ещё не исполнилось 18 лет) и 6,90 % тех, кому было уже больше 65 лет.